# Carceda (Pravia)
Carceda es una aldea española del municipio de Pravia, perteneciente a la comunidad autónoma del Principado de Asturias.

## Historia
A mediados del siglo XIX, el lugar, ya por entonces perteneciente a la parroquia de Villavaler y al ayuntamiento de Pravia, tenía contabilizada una población de 30 habitantes. Aparece descrito en el quinto volumen del Diccionario geográfico-estadístico-histórico de España y sus posesiones de Ultramar de Pascual Madoz de la siguiente manera:

CARCEDA: l. en la prov. de Oviedo, ayunt. de Pravia y felig. de Sta. Maria de Villavaler (V.). pobl.: 5 vec., 30 hab.
(Madoz, 1846, p. 547)

En 2023, la entidad singular de población de Carceda tenía empadronados 0 habitantes.